# Signalisation lipidique
 (mars 2023).
Si vous disposez d'ouvrages ou d'articles de référence ou si vous connaissez des sites web de qualité traitant du thème abordé ici, merci de compléter l'article en donnant les références utiles à sa vérifiabilité et en les liant à la section « Notes et références ».

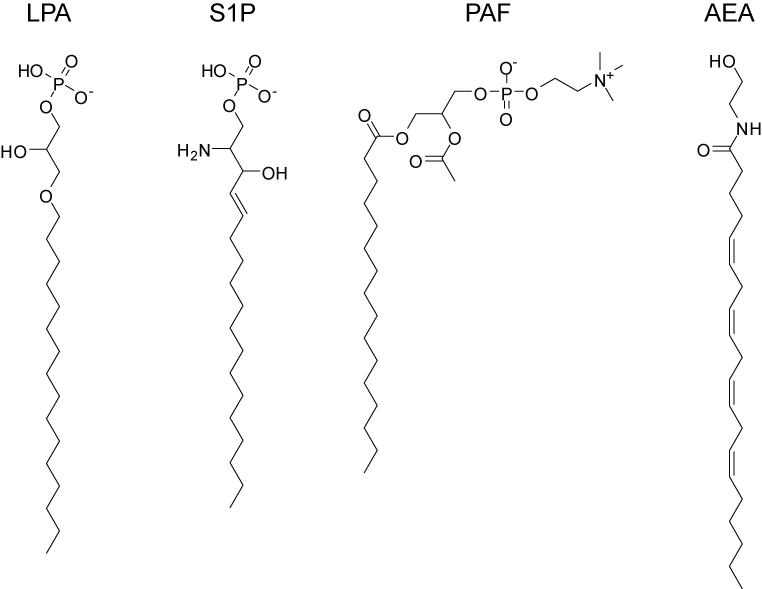
Exemples de lipides de signalisation cellulaire :
- LPA : acide lysophosphatidique,
- S1P : sphingosine-1-phosphate,
- PAF : facteur d'activation plaquettaire,
- AEA : anandamide.

La signalisation lipidique désigne l'ensemble des processus biochimiques de signalisation cellulaire impliquant des lipides qui se fixent sur une protéine cible, telle qu'un récepteur, une kinase ou une phosphatase, laquelle déclenche à son tour d'autres processus au sein de la cellule en fonction des messagers lipidiques.
La signalisation lipidique fonctionne différemment des autres processus de signalisation, tels que la neurotransmission par les monoamines, car les lipides peuvent diffuser librement à travers la membrane cellulaire (osmose). Ceci implique que les messagers lipidiques ne peuvent être stockés dans des vésicules avant d'être libérés et sont par conséquent synthétisés en temps réel à proximité de leur cible. De nombreux lipides de signalisation ne circulent donc pas librement en solution mais sont liés à des protéines de transport dans le sérum.